# Pannychia moseleyi
Pannychia moseleyi és un cogombre de mar de la família Laetmogonidae.
Va ser descrit per primera vegada per Johan Hjalmar Théel el 1882. Pot arribar a fer fins a 200 mm de llarg i 40 mm d'ample. Es troba a la zona bentònica a profunditats superiors a 400 m.
Pannychia moseleyi produeix bioluminescència en forma d'ones de llum blava i verda que viatgen al llarg del seu cos.